# Wat mutt, dat mutt
Wat mutt, dat mutt (Anhörenⓘ) ist eine niederdeutsche Redensart, die einen Sachzwang aufzeigt.

## Herkunft und Verbreitung
Die Redensart „Wat mutt, dat mutt“ stammt aus dem Plattdeutschen.
Die Übersetzung ins Hochdeutsche lautet „Was sein muss, muss sein“. Das Deutsche Sprichwörter-Lexikon von 1876 führt diese Variante mit Bezug zur Erstdokumentation im Niederländischen über den Eintrag im Spreekwoordenboek der Nederlandsche taal (deutsch: „Sprichwortwörterbuch der niederländischen Sprache“; Erschienen 1858–1862) des Linguisten Pieter Jacob Harrebomée (1809–1880) auf:

„Was sein muss, muss sein, sagte der Bursch, und küsste der Sau den Arsch.

Holl.: Ik wilde wel, dat ik hel al gedaan had, zei de jongen, en hij zou het varken den aars kussen, om de blaas te hebben. (Harrebomée, II, 360.)“

Im Niederländischen der Gegenwart gibt es die darauf basierende, verkürzte Wendung „Wat moet, dat moet“ (Anhörenⓘ), die anders geschrieben und ausgesprochen wird, aber dasselbe wie im Deutschen bedeutet.
Außer in Norddeutschland ist die Redewendung auch in anderen Regionen und Sprachen bekannt. Der oben zitierte Band des Deutschen Sprichwörter-Lexikons belegt auf derselben Seite das Vorhandensein der Redewendung durch einen Verweis auf den deutsch-britischen Verleger und Buchhändler Henry George Bohn (1796–1884) auch im Dänischen mit der Wendung Det kommer vel der skel skal. (Bohn I, 362.) sowie im Französischen mit der Wendung Il faut ce qu'il faut. (Cahier, 664.). Diese Quellenangabe bezieht sich auf Seite 36, Eintrag Nummer 664, der sprachwissenschaftlichen Publikation Quelque six mille proverbes et aphorismes usuels empruntés à notre âge et aux siècles derniers (deutsch: „Etwa sechstausend Sprichwörter und übliche Aphorismen, die in unserer Zeit und in den letzten Jahrhunderten entlehnt wurden“) von 1856 des Jesuitenpaters Charles Cahier SJ (1807–1882).

## Schriftsprache
In der Schriftsprache findet sich die Redensart meist in Überschriften oder Wiedergaben bzw. Zitaten. Beispielsweise betitelte die Zeitschrift Der Spiegel einen Artikel zur Forderung des Ministerpräsidenten Schleswig-Holsteins Daniel Günther zum pragmatischen Handeln mit dieser Wendung; auch sein Amtsvorgänger Björn Engholm bediente sich der Redewendung, als er sich bereit erklärte, SPD-Parteivorsitzender zu werden. Als Überschrift wird sie manchmal direkt mit der niederdeutschen Sprache in Verbindung gesetzt.
Die Verwendung der Redensart „Wat mutt, dat mutt“ in der hochdeutschen Fassung kann zudem für Veröffentlichungen in der DDR nachgewiesen werden.

## Trivia
- Die Deutsche Nationalbibliothek digitalisierte 2019 Seemannslieder in der Sammlung Wat mutt, dat mutt. Feucht-fröhliches Seemannsgarn aus der Haifisch-Bar.[10]
- Eine Publikation der Autorin Ina Sprotte (bürgerlich: Kristin Reischke) aus dem Jahr 2016 trägt den Titel Wat mutt, dat mutt! Ein Roman zwischen den Meeren (ISBN 978-3-8042-1441-5).[11]
- Der Spieleentwickler Michael Schmitz brachte 2011 ein Brettspiel mit dem Titel Wat mutt, dat mutt. Das Plattdeutsche Weisheiten-Spiel heraus.[12]
- Der deutsche Rapmusiker Eko Fresh veröffentlichte auf seinem Album Vendetta (2006) einen Titel mit dem Namen „Was sein muss, muss sein“.
- Es existiert ein Lustspiel in drei Akten aus dem Jahr 1995 mit dem Titel Wat mutt, dat mutt von Bernard Fathmann[13]
- Die Gruppe Godewind veröffentlichte auf dem Album All Tied een Godewind (1990) den Titel „Wat mutt – dat mutt“.
- Der Heimatdichter Gerd Christiansen aus Husum veröffentlichte 1989 eine Kurzgeschichtensammlung mit dem Titel Wat mutt, dat mutt.[14]
- Der Liedermacher Rolf Zuckowski schrieb 1978 für die Finkwarder Speeldeel den Titel Wat mutt dat mutt für Gesang und Klavier.